# Valtice
Valtice (tyska: Feldsberg) är en stad i det tjeckiska distriktet Břeclav. Per den 1 januari 2016 hade staden 3 562 invånare.

## Historia
Staden omnämns för första gången år 1192.
I Valtice uppfördes mellan 1643 och 1730 ett furstligt slott tillhörigt furstefamiljen Liechtenstein , efter ritningar av bland annat Johann Bernhard Fischer von Erlach. Slottet ingår numera i världsarvet Lednice-Valtice.